# Jeanette Bolden
Jeanette Bolden, född den 26 januari 1960 i Los Angeles, Kalifornien, är en amerikansk friidrottare inom kortdistanslöpning och friidrottstränare.
Hon ingick i USA:s lag som tog OS-guld på 4 x 100 meter vid friidrottstävlingarna 1984 i Los Angeles. 